# 麦克多诺
麦克多诺（英語：McDonough）是位于美国纽约州希南戈县的一个镇，地处希南戈县西部、诺威奇以西。2010年美国人口普查时，该镇有886人。麦克多诺镇建于1816年，其名称源于美国海军军官托马斯·麦克多诺。